# Maida
Pour les articles homonymes, voir Maida (homonymie).
Maida est une commune italienne de la province de Catanzaro dans la région Calabre en Italie.

## Histoire
En juillet 1806, elle a notamment été le théâtre de la Bataille de Maida, qui dans le cadre des guerres de la Troisième Coalition opposait des troupes françaises, polonaises et suisses commandées par Jean-Louis-Ébénézer Reynier à des troupes siciliennes et britanniques commandées par John Stuart.

## Administration
| Période                                  | Période  | Identité       | Étiquette | Qualité |
| ---------------------------------------- | -------- | -------------- | --------- | ------- |
| 28 mai 2007                              | En cours | Natale Amantea |           |         |
| Les données manquantes sont à compléter. |          |                |           |         |

### Hameaux
Vena di Maida

### Communes limitrophes
Caraffa di Catanzaro, Cortale, Feroleto Antico, Jacurso, Lamezia Terme, Marcellinara, Pianopoli, San Floro, San Pietro a Maida